# Томашов Юрій Васильович
Юрій Васильович Томашов (рос. Юрий Васильевич Томашов, 8 серпня 1929, Уральська область, РРФСР — 26 березня 2019, Єкатеринбург) — радянський і російський конструктор, генеральний конструктор Центрального конструкторського бюро «Трансмаш», Герой Соціалістичної Праці, лауреат Ленінської і Державної премій, член-кореспондент Російської академії ракетно-артилерійських наук (1993).
Як конструктор, головний конструктор ОКБ-3, а потім генеральний конструктор ЦКБ «Трансмаш» Томашов брав участь у розробці декількох десятків зразків військової техніки, понад 20 із яких були прийняті на озброєння. У їх числі 152-мм самохідна гаубиця «Акація», 240-мм самохідний міномет «Тюльпан», 152-мм самохідна гармата «Гіацинт-С» і 152-мм самохідна гаубиця «Мста-С».

## Біографія
Юрій Томашов народився 8 серпня 1929 року в селищі Тепла Гора Чусовського району Уральської області, нині Горнозаводського району Пермського краю, в сім'ї робітника. У 1936 році сім'я переїхала в село Верхня Синячиха Свердловської області.
У 1948 році закінчив Уральський машинобудівний технікум. У 1954 році закінчив вечірнє відділення Уральського політехнічного інституту (УПІ) за спеціальністю «інженер-механік».
Свою трудову діяльність розпочав в 1948 році на Уралмашзаводі помічником майстра. У 1954 році був переведений техніком-конструктором в ОКБ-3 Уральського заводу транспортного машинобудування, потім був старшим техніком-конструктором, інженером, старшим інженером-конструктором, керівником групи ОКБ-3, заступником головного конструктора з 1961 року, головним конструктором, генеральним конструктором ЦКБ «Трансмаш» в 1978—1990 роках. У 1990—2001 роках був генеральним конструктором, начальником ЦКБ «Трансмаш». У 2001 році вийшов на пенсію.
Юрій Васильович був професором кафедри «Автомобілі та трактори» в УПІ.

## Внесок
Брав участь у розробці та освоєнні у виробництво самохідних артилерійських систем СУ-100П, СУ-100ПМ, СУ-152Г, СУ-1. Як 1-й заступник головного конструктора ОКБ-3 брав участь в керівництві створення самохідних артилерійських систем СГ «Акація» (2СЗ, 2СЗМ), СМ «Тюльпан» (2С4), СП «Гіацинт» (2С5), за які в колективі співавторів удостоєний Державної премії СРСР і Ленінської премії, ЗРК «Круг» (2К11), гусеничного мінного загороджувача, ЗСУ-37-2 «Єнісей», самохідної радіолокаційної станції 1РЛ135 «Купол», багатоцільового транспортера, лазерного танка 1К17 «Стиснення» . Під керівництвом Ю. В. Томашова створені самохідна гаубиця «Мста-С» (2С19), 5 моделей трамваїв «Спектр», 4 типи лебідок для вантажних і пасажирських ліфтів, впроваджені у виробництво приводи штангових глибинних насосів 12 видів вантажопідйомністю від 4 до 12 т, ліфтові лебідки, автомобільний самоскид з розвантаженням на обидві боку (ЗІЛ-УЗТрМ-345), установка для гасіння пожеж на нафтових і газових свердловинах «Штурм» та іншого. Має понад 60 авторських свідоцтва на винаходи. Автор 11 друкованих праць.

## Нагороди
За свої досягнення був неодноразово нагороджений:
- орден Трудового Червоного Прапора (26.04.1971);
- Державна премія СРСР (1974);
- орден Леніна (1979, 23.10.1990);
- лауреат Ленінської премії (1982);
- звання Герой Соціалістичної Праці із золотою медаллю «Серп і Молот» (23.10.1990);
- член-кореспондент Російської академії ракетно-артилерійських наук (1993);
- орден «За заслуги перед Вітчизною» IV ступеня (25.09.1999);
- Почесний знак «За заслуги перед містом Єкатеринбургом» ;
- Відзнака «За заслуги перед Свердловською областю» III ступеня.